# Subregión del Darién (Colombia)
Darién es una de las 5 subregiones que componen el departamento del Chocó (Colombia). Está integrada por los siguientes municipios, al norte del mismo:
- Acandí
- Belén de Bajirá
- Carmen del Darién
- Riosucio
- Unguía

En esta subregion se encuentra las ruinas de la antigua villa de Santa María la Antigua del Darién, primer establecimiento permanente español en Tierra Firme. Como también la desembocadura del Rio Atrato. Esta región hace parte de los territorios focalizados PDET.